# Pescada-preta
O pescada-preta (Plagioscion auratus) é um peixe brasileiro encontrado nos rios Parnaíba, Amazonas e São Francisco. Seu corpo é prateado, com dorso mais escuro e nadadeiras dorsal e caudal enegrecidas.